# VfB Marburg
Der VfB 1905 Marburg ist ein Fußballverein aus Marburg. 1905 gegründet, machte der Verein erstmals 1911 überregional auf sich aufmerksam, als er die Deutsche Akademiker-Meisterschaft gewann. 1937 wurde der VfB mit dem TSV 1860/85 Marburg zum VfL 1860 Marburg zwangsvereinigt. Unter diesem Namen trat die Fußballmannschaft bis 1992 an, anschließend wurde der VfB Marburg neu gegründet. Erfolge über die hessischen Landesgrenzen hinaus gelangen der Mannschaft aus der Universitätsstadt nicht mehr; sie bewegte sich seit dem Ende des Zweiten Weltkrieges durchweg zwischen der höchsten und zweithöchsten Amateurligaebene. 1959 gelang mit der Hessenmeisterschaft ein Titelgewinn. Im Jahr 2023 gelang der Aufstieg in die Fußball-Hessenliga.

## Geschichte

### Gründung und erste Jahre (bis 1918)
Der Fußball kam erst vergleichsweise spät nach Marburg. Obwohl britische Studenten im letzten Jahrzehnt des 19. Jahrhunderts die in Deutschland noch nahezu unbekannte Sportart in Marburg ausübten, und für das Jahr 1898 ein Spiel von Mitgliedern des Akademischen Turnvereins belegt ist, wurde erst am 13. Mai 1905 in der Gaststätte Bopps Terrassen mit dem Marburger Fußball-Club der erste örtliche Verein gegründet, woran auch der spätere kicker-Gründer Walther Bensemann maßgeblich beteiligt war. Als der in bürgerlichen Kreisen verankerte Verein im Oktober 1908 in Verein für Bewegungsspiele 1905 Marburg umbenannt wurde, zählte man bereits über 100 Mitglieder, war auf einem Gelände am Dammweg heimisch geworden und hatte den legendären Marburger „Schimmelreiter“ in das Vereinswappen aufgenommen. Neben dem Fußball wurden beim VfB 05 zu dieser Zeit auch andere Sportarten angeboten.
Auf Initiative des Vereinsmitgliedes  Heinrich Correll und unter Organisation des VfB Marburg wurde jenseits des „regulären“ Spielbetriebes erstmals eine Deutsche Akademiker-Meisterschaft ausgetragen, die der VfB nach Siegen gegen den 1. FC Nürnberg sowie einem 1:0 gegen Holstein Kiel auch prompt gewann. Allerdings waren an diesem Erfolg nur wenige Marburger beteiligt, der Mannschaft gehörten unter anderem auswärtige Studenten wie der Wiesbadener Nationalspieler Otto Nicodemus und der Frankfurter Friedrich Claus an. Im Jahr darauf erreichte der VfB in diesem Wettbewerb noch einmal das Finale, unterlag dort jedoch gegen Kiel. Im „normalen“ Spielbetrieb fand der VfB allmählich auch Anschluss an die Spitze. Durch einen 3:2-Sieg über den Casseler FV wurde die Mannschaft 1913 Meister der Kreisliga Hessen/Hannover, der seinerzeit höchsten Spielklasse im Westdeutschen Spiel-Verband, der man bis zum Beginn des Ersten Weltkriegs angehörte.

### In den oberen Spielklassen (1919 bis 1945)
Nach dem Krieg, in dem der Spielbetrieb weitestgehend ruhte, knüpfte der VfB 05 an die Leistungen der Vorkriegsjahre an. 1920/21 erreichten die Blau-Weißen das Endspiel um die Bezirksmeisterschaft, in dem sie gegen den BC Sport Kassel allerdings mit 1:4 unterlagen. Im selben Jahr wurde an der Gisselberger Straße ein neues, repräsentatives Vereinsgelände bezogen, zu dessen Einweihung am 26. Juni 1921 Altmeister VfB Leipzig zu Gast war. 1924 qualifizierte sich der VfB für die neue, großräumige Bezirksklasse Hessen-Hannover und blieb damit „erstklassig“. Am 30. August 1925 schloss man sich mit dem Lokalrivalen SV Kurhessen Marburg zur Sportvereinigung VfB 05-Kurhessen zusammen. Dieser war am 24. April 1917 unter dem Namen Marburger FV gegründet worden und hatte seit 1920 die Fußballabteilung des TV 1860 Marburg gebildet, bis es 1924 zur „reinlichen Scheidung“ kam. Trotz des Zusammenschlusses ging es vorübergehend sportlich bergab mit den „Schimmelreitern“, 1927 stieg man sogar für ein Jahr in die Zweitklassigkeit ab. Anschließend arbeitete sich der VfB-Kurhessen wieder in die Spitzengruppe der Bezirksklasse vor, 1932 wurde man Vizemeister der Südstaffel der Bezirksklasse Hessen/Hannover hinter Borussia Fulda.
Zur Runde 1933/34 zählte der VfB zu den Gründungsmitgliedern der Gauliga Hessen, musste diese aber schon nach der ersten Spielzeit wieder verlassen. In den darauf folgenden Jahren gelang der Anschluss an die regionale Spitze nicht mehr, auch wenn die Marburger von 1935 bis 1937 erneut in der obersten Spielklasse spielten. Am 25. September 1937 wurde der VfB Kurhessen mit dem örtlichen Turnpionier TSV 1860/85 Marburg zwangsfusioniert worden und trat in der Folge unter dem Namen VfL 1860 Marburg an. 1941 gelang immerhin noch einmal die Rückkehr in die Gauliga Kurhessen.

### Zwischen Landes- und Oberliga (1945 bis 1992)
Nach Kriegsende wurde die Liaison mit den Turnern und der Vereinsname VfL 1860 Marburg beibehalten. Der sportliche Neubeginn fiel bescheiden aus: Nachdem am 9. September 1945 das erste Spiel stattgefunden hatte, nahm die erste Mannschaft ab 1946 den Ligaspielbetrieb wieder auf, wurde aber im Jahr darauf bei der Gründung der Landesliga Hessen als neue regionales Oberhaus übergangen. 1950 erreichte der Verein vor 5000 Zuschauern im Pokal ein 2:0 gegen den FSV Frankfurt und rückte im gleichen Jahr in die – inzwischen drittklassige – Landesliga auf, konnte die Klasse aber nicht halten.
Unter dem aus Dresden stammenden Trainer Werner Laue sicherte sich der VfL 1860 1954 die Meisterschaft der Nordstaffel der 2. Amateurliga, und nachdem die Mannschaft Südmeister Teutonia Watzenberg-Steinberg besiegt und die Aufstiegsrunde ohne Niederlage überstanden hatte, war der Aufstieg in die 1. Amateurliga Hessen geschafft. Die damalige Erfolgsmannschaft war eine typische „Marburger Mischung“ aus eigenen Nachwuchskräften und vielen studentischen „Gästen“, darunter auch einigen ausländischen Spielern, was seinerzeit noch eine Seltenheit war. Die Mannschaft um die Leistungsträger Erich Fischer, Rolf Gaßmann, Erich Klein und Rudi Berger behauptete sich dieses Mal im hessischen Oberhaus, auf zwei Platzierungen im Mittelfeld folgte unter Jupp Kraatz in der Runde 1956/57 sogar ein dritter Platz. Ende der 1950er Jahre erreichte der Verein schließlich mit dem Einzug ins Finale des Hessenpokals 1958 (0:1 gegen Viktoria Urberach) sowie dem Gewinn der Hessenmeisterschaft 1959 ihren sportlichen Zenit. Für den Aufstieg ins Vertragsspielerlager reichte es allerdings nicht: In der Aufstiegsrunde zur II. Oberliga Süd scheiterte der VfL mit zwei Unentschieden und zwei Niederlagen deutlich.
So nah kam der Verein der Zweitklassigkeit im Fußball nie wieder. Mit der wachsenden Professionalisierung der oberen Fußballligen verlor die Mannschaft zusehends den Anschluss, Leistungsträger wurden regelmäßig von finanzkräftigeren Vereinen abgeworben oder verließen Marburg, weil sie ihr Studium beendet hatten. 1959 beispielsweise wechselte Hessenauswahlspieler Walter Schäfer zum FSV Frankfurt und 1961 schloss sich mit Richard Weber ein Amateurnationalspieler des VfL dem Oberligisten Eintracht Frankfurt an. Man konnte sich zwar vorübergehend weiterhin in der 1. Amateurliga halten, doch nachdem mit dem Sterzhausener Klaus Zaczyk (1963 zum Karlsruher SC) sowie Amateurnationalspieler Günter Keifler (1967 zur Eintracht) zwei weitere Nachwuchstalente gegangen waren, vollzog sich ein Absturz in die Viertklassigkeit. 1966 stieg der VfL aus der Hessenliga in die Gruppenliga ab und es sollte fast 20 Jahre dauern, bis man sich wieder im Amateur-Oberhaus zurückmeldete. Zwischen 1967 und 1984 wechselte der VfL fünfzehn Mal den Trainer, kam in dieser Zeit aber nie über das Mittelmaß in der Viertklassigkeit hinaus.
Erst als 1984 Günther Keifler als Trainer nach Marburg zurückkehrte, gelang im Anschluss an die Saison 1984/85 der Aufstieg in die Amateur-Oberliga Hessen. Die Korsettstangen der damaligen Mannschaft waren der langjährige Torhüter Gerhard Stengel, Libero Rolf Zährl sowie Torjäger Wolfgang Breitenmoser, hinzu kam nach dem Aufstieg der aus Breidenbach stammende Ex-Profi Reiner Künkel. Das erste Drittligaspiel seit fast 20 Jahren verlor man vor 7000 Zuschauern an der Gisselberger Straße gegen Zweitligaabsteiger Kickers Offenbach unglücklich mit 1:3. Am Ende der Spielzeit 1985/86 belegten die „Schimmelreiter“ einen respektablen 12. Platz, doch aus der erhoffen langfristigen Etablierung in der Oberliga wurde nichts. 1988 konnte man den Klassenerhalt erst in einem Entscheidungsspiel sichern, Trainer Keifler musste daraufhin dennoch seinen Hut nehmen. Im Jahr darauf stieg der VfL nach nur vier Jahren wieder aus der Hessenliga ab. Es folgte eine Phase als „Fahrstuhlmannschaft“ zwischen der Landesliga und der Oberliga Hessen, dem direkten Wiederaufstieg folgte jeweils der sofortige Abstieg.

### Entwicklung als VfB 05 Marburg seit 1992
Am 9. April 1992 spaltete sich die Fußball-Abteilung des VfL vom Großverein ab und wurde als VfB 1905 Marburg neu gegründet. Aus sportlicher Sicht brachte die Neugründung keine positiven Impulse, denn nach dem Abstieg aus der Hessenliga 1993 sollte es sechs Jahre bis zur Rückkehr ins Amateuroberhaus dauern. Torjäger Steffen Endres schoss den VfB mit 32 Toren 1999 in Hessens höchste Spielklasse zurück. 2001 war zeitweise sogar der Titel in Reichweite, bis man im Spitzenspiel beim FSV Frankfurt mit 0:3 unterlag. Immerhin schien man sich nun endlich in der Hessenliga etabliert zu haben, und 2002/03 setzte sich der positive Trend fort, als man unter dem Trainer Peter Cestonaro erneut in der Spitzengruppe mitmischte. Doch schon in der Folgesaison, unter dem neuen Vorstand, dem Keksfabrikanten Christoph Pauly, der auf den verstorbenen Vorsitzenden Eifert folgte, fanden nicht nur die Träume vom Aufstieg in die Regionalliga ein jähes Ende. Bereits 2003/04 fand sich der VfB 05 im Abstiegskampf wieder und im Jahr darauf stieg der Verein, inzwischen in finanzielle Schieflage geraten, aus der Oberliga ab. Pauly trat im Februar 2005 zurück. 2005 bis 2013 war der ehemalige Marburger Oberbürgermeister Dietrich Möller Präsident des Vereins. Seit 2013 ist Thomas Pfeiffer Präsident.
2009 stieg der VfB 05 erneut auf, konnte sich aber nur zwei Spielzeiten im hessischen Oberhaus halten. In den darauf folgenden Jahren ging es – bedingt durch eine schwierige finanzielle Situation – bergab und der VfB stieg bis in die Kreisoberliga Gießen-Marburg Nord ab. Seit der Saison 2015/16 spielte die erste Herrenmannschaft wieder in der Gruppenliga Gießen-Marburg. In der Saison 2016/17 gelang dem Team als Meister der Gruppenliga die Rückkehr in die Verbandsliga. Nach zwei Aufstiegen spielte die Mannschaft zunächst mehrere Jahre in der Verbandsliga Hessen, bis ihr 2023 der Aufstieg in die Fußball-Hessenliga gelang.

## Spielstätte
Die meisten Spiele bestreiten die Mannschaften des VfB Marburg im Stadion an der Gisselberger Straße, wo der Verein seit 1921 heimisch ist und das eine Kapazität von rund 4.000 Zuschauern hat. Freundschaftsspiele gegen höherklassige Mannschaften finden teilweise auch im 15.000 Zuschauer fassenden Georg-Gaßmann-Stadion statt. Die Jugendmannschaften spielen zum größten Teil auf den an die beiden Stadien angrenzenden Kunstrasenplätzen.

## Erfolge
- Deutscher Akademikermeister: 1911
- Hessenmeisterschaft: 1959
- Teilnahme der U19 an der Deutsche Fußballmeisterschaft der A-Junioren 1983/84
- Teilnahme der U19 am DFB-Jugend-Kicker-Pokal 1994/95

## Bekannte ehemalige Spieler
- Klaus Zaczyk stammte aus der Jugend des VfL, war ab 1963 langjähriger Bundesligaprofi beim Karlsruher SC, 1. FC Nürnberg und Hamburger SV.
- Georg Tripp war ein Nachwuchsspieler des VfL, der als 21-Jähriger 1962 in den höherklassigen Fußball wechselte und auch als Profi in Frankreich aktiv war.
- Richard Weber war in den späten 1950ern und frühen 1960ern Leistungsträger beim VfL und Amateurnationalspieler, ab 1963 spielte er für Eintracht Frankfurt in der Bundesliga.
- Günter Keifler, DFB-Jugendauswahl- und Amateurnationalspieler, spielte 1967 bis 1971 für Eintracht Frankfurt in der Bundesliga, später war er Trainer und Vorstand beim VfL.
- Harald Preuß, Bundesliga- und Zweitligaspieler bei VfB Stuttgart und SV Waldhof Mannheim.
- Patrick Grün spielte beim VfB in der Oberliga Hessen, bevor er zu Hannover 96 wechselte, mit dem er 1992 DFB-Pokalsieger wurde.
- Kai-Uwe Schnell spielte Ende der 80er-Jahre beim VfB (damals noch VfL Marburg) und danach als Profi bei KSV Hessen Kassel, VfB Oldenburg, Bayer 05 Uerdingen, SC Paderborn 07 und SV Darmstadt 98.
- Dirk Wolf wechselte 1991 aus der Jugend des VfB zu Eintracht Frankfurt.
- Til Bettenstaedt spielte in der Jugend des VfB, für den er 1992 an der U16-Europameisterschaft im teilnahm und U-16 Europameister wurde. Wechselte später zu FC Schalke 04, bei dem er 1995 sein Bundesliga-Debüt gab.
- Jens Rasiejewski wurde in der Jugend des VfB ausgebildet und spielte für den DFB in verschiedenen Juniorennationalmannschaften. War ab 1993 Zweitliga- und Bundesligaspieler. Seit Juli 2011 trainiert Rasiejewski die U-17-Mannschaft der TSG 1899 Hoffenheim.
- Lars Weißenfeldt, Nachwuchsspieler des VfB, von 1999 an für Eintracht Frankfurt, Kickers Offenbach und den FSV Frankfurt als Profi aktiv.
- Hendrik Starostzik stammte aus der Jugend des VfB, wechselte 2007 zum SV Paderborn und kam über die Stationen SC Wiedenbrück und VfL Bochum 2014 zum Drittligisten Stuttgarter Kickers, wo er im Oktober sein Profidebüt gab.